# Vlag van Sint-Martens-Latem
De vlag van Sint-Martens-Latem werd door de gemeenteraad op 26 maart 1984 officieel vastgesteld als de gemeentelijke vlag van de Oost-Vlaamse gemeente Sint-Martens-Latem. Op 7 mei 1985 werd hij door het Bestuur van Vlaanderen bevestigd en uiteindelijk gepubliceerd op 8 juli 1986 in het officiële Belgisch Staatsblad.
Officieel wordt de vlag beschreven als:
Gevierendeeld 1. blauw met een leeuw gedwarsbalkt van zeven stukken van wit en van rood, geel geklauwd, getongd en gekroond 2. groen met een geel kruis 3. wit met een rood kruis 4. rood met drie gele sleutels.
De vlag is volledig gebaseerd op het gemeentewapen en ziet er dus helemaal hetzelfde uit.

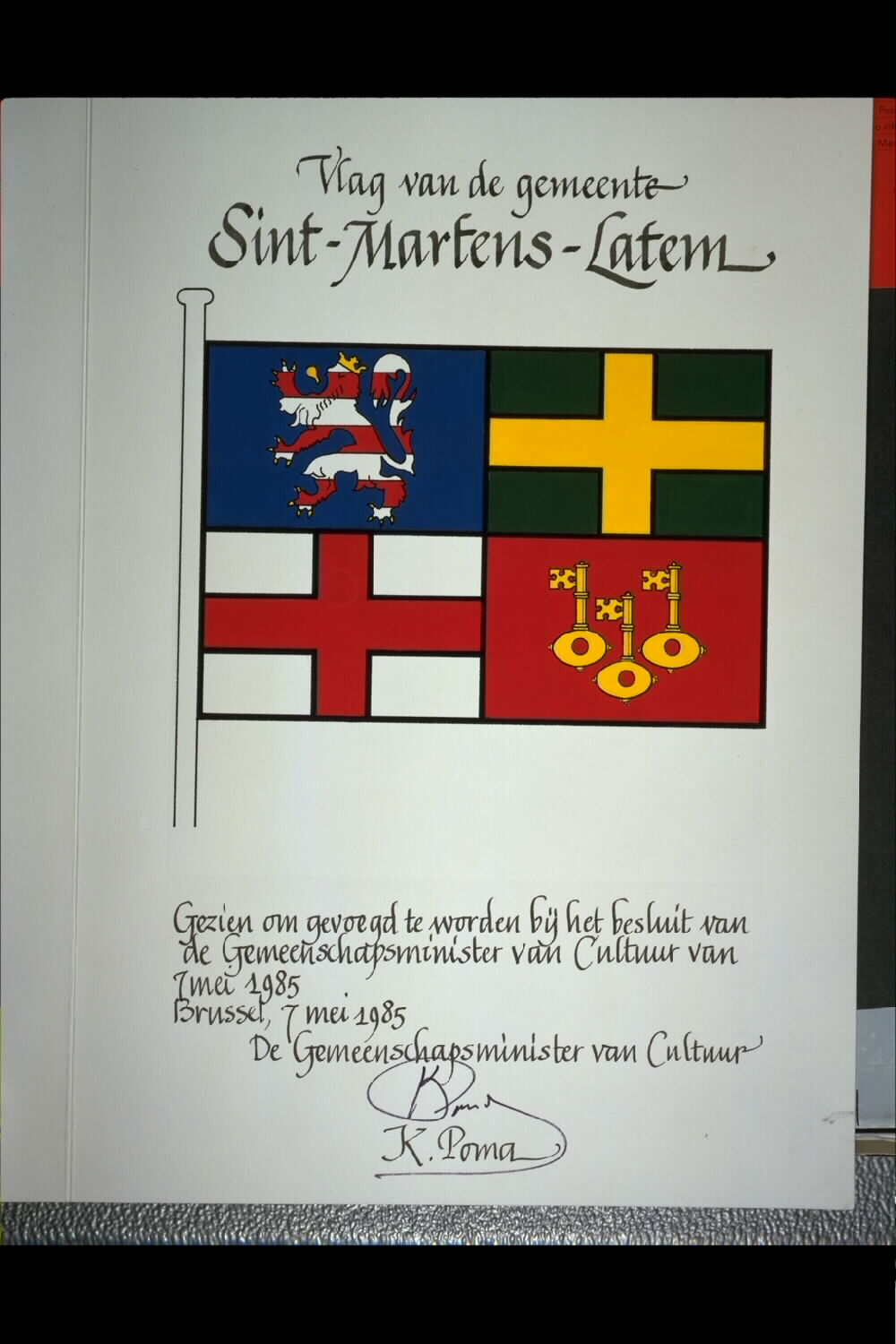
Ontwerp vlag getekend door Karel Poma